# MIYAZAWA
『MIYAZAWA』（ミヤザワ）は宮沢和史が2001年11月28日に東芝EMIから規格品番：TOCT-24682で発表した3rdスタジオ・アルバム。

## 概要
2001年3月、宮沢はTHE BOOMの全国ツアーが始まる前にブラジル、アメリカ、アルゼンチンへ渡り、本作をレコーディング。アルバム・タイトルは当初「AFROSICK2」であったが、「宮沢和史の世界を知ってもらいたい」という思いから「MIYAZAWA」に改められた。レコーディングは3月3日にブラジル・サルヴァドール、アメリカ、一旦日本へ帰国後再びアルゼンチンへ渡り、5月24日に終了。
収録曲「沖縄に降る雪」は、日通・ペリカン便のCMソングとして使用。「Perfect Love」はドラマ『恋を何年休んでますか』にて宮沢が演じる島兼一が昔の恋人である小西有子（演・小泉今日子）に送った手紙の中に、歌詞の一部が使われている。

## 収録曲
全作詞・作曲：宮沢和史（特記以外）／作詞：宮沢和史・平安隆（1,10,12）アート・リンゼイ（5）平安隆（7,13,14）／編曲：OSVALDO REQUENA（15）
1. 沖縄に降る雪（5：45）[1]
2. Perfect Love（4：51）[1]
3. TOKYO STORY（4：13）[1]
4. ゲバラとエビータのためのタンゴ 2001年の黙示録（3：42）[1]
5. Eu Vou Junto（2：59）[1]
6. Deeper Than Oceans（4：49）[1]
7. ちむぐり唄者（3：55）[1]
8. それが僕です（3：31）[1]
9. Mandala（5：02）[1]
10. ウチナーに降る雪（4：21）[1]
11. ゲバラとエビータのためのタンゴ Truby Trio Treatment（6：42）[1]
12. 沖縄に降る雪 Chris Franck mix（5：06）[1]
13. ちむぐり唄者 Ryukyu Underground mix（4：20）[1]
14. ちむぐり唄者 Monaural mix（7：07）[1]
15. ゲバラとエビータのためのタンゴ Tango mix（3：43）[1]